# Ernest Vaunel
Ernest-Louis-Hippolyte Lavenu dit Ernest Vaunel, né à Paris le 11 février 1856 et mort à Paris 10e le 3 décembre 1912, est un chanteur, artiste de café-concert, diseur et imitateur français.

## Biographie
D'abord employé de banque, chanteur humoriste, il débute en 1878 au théâtre de la Tour-d'Auvergne puis au théâtre des Nouveautés (1879) et après une longue tournée (1881-1884) à travers toute la France et la Belgique, accomplit pratiquement toute sa carrière à l'Eldorado (1883-1893).
Son épouse, Maria Lironcourt, était également chanteuse,
Ses obsèques ont eu lieu au cimetière de Pantin le 6 décembre 1912. Son corps a été transferé au cimetière de Poigny dans l'Ain le 7 juin 1913, où l'artiste a été inhumé dans son caveau de famille.